# René Bremer
Pour les articles homonymes, voir Bremer.
René Bremer, né à Sommière le 16 juin 1871 et décédé à Zonnebeke le 14 octobre 1918, est un officier supérieur belge. Lieutenant-colonel du 9e régiment de Ligne, il est mort sur le champ de bataille lors de la Première Guerre mondiale.

## Biographie
René Marie Victor Bremer est né le 16 juin 1871 à Sommière. Il est le fils de Jean Nicolas Bremer, inspecteur honoraire de l'enseignement, et de son épouse Anne Huberty, qui résidaient tous deux à Saint-Hubert en 1900. 
Après des études à l'école de Saint-Hubert, il s'engage en 1887 au 12e régiment de Ligne, et, en 1889, il entre à l'École royale militaire. En 1891, il est promu sous-lieutenant. En 1896 à 1900, il étudie à l'École de guerre et en sort breveté adjoint d'état-major.
Cette même année 1900, à Laeken il épouse Jeanne Françoise Hélène Henriette Boutellier, née en 1877 à Saint-Josse-ten-Noode, qui était la petite-fille du graveur Erin Corr. De son mariage, il aura trois enfants. 
Sous le pseudonyme de Remember, il écrira de nombreux articles dans La Belgique militaire et dans la Revue de l'Armée belge, tout en donnant de nombreuses conférences. Il est de ceux qui ne croient que très peu à la protection de la neutralité de la Belgique par les traités en cours. Août 1914 lui donnera malheureusement raison. 
Il sera grièvement blessé le 26 août 1914 alors qu'il était en première ligne, à Schiplaken, près d'Hofstade et il sera évacué sur Calais. A peine rétabli, il rejoint le front en mai 1915 où il s'illustra brillamment. 
Nommé colonel en mars 1918, il est à la tête de son régiment en première ligne lors de la glorieuse offensive de la Libération du 28 septembre 1918 et puis lors de la bataille de Roulers déclenchée le 14 octobre 1918. Devant Rumbeke le 14 octobre, alors qu'il est en première ligne, un éclat d'obus lui tranche la carotide et il meurt au poste chirurgical de Zonnebeke.

## Cible électro-automatique
En 1903, alors capitaine, il dépose un brevet pour une cible de tir à avertissement automatique (électro-automatique), qui est adoptée par l'armée belge en 1907,,,. Plusieurs cibles sont installées au camp de Beverloo, au champ de tir de Droixhe, à Spa et au camp militaire d'Elsenborn.

## Hommages et distinctions
René Bremer a été cité à l'ordre de l'armée française.
Les distinctions suivantes lui ont été décernées :
- Officier de l'ordre de Léopold (à titre posthume).
- Officier de l'ordre de la Couronne.
- Croix de guerre 1914-1918 (Belgique).
- Officier de la Légion d'honneur (France).
- Croix de guerre 1914–1918 avec palme (France)

### Odonymie
La commune de Schaerbeek a donné son nom à une de ses places, la place Colonel Bremer. C'est en effet à Schaerbeek que René Bremer était domicilié et a vécu. La place fut inaugurée en 1930.

### Monument colonel Bremer de l'avenue Louis Bertrand
Schaerbeek possède également un monument d'hommage au colonel Bremer dans le haut de l'avenue Louis Bertrand, le long du parc Josaphat.
Localisation : 50° 51′ 57″ N, 4° 23′ 03″ E